# Mistrzostwa Świata w Lekkoatletyce 1987 – rzut dyskiem kobiet

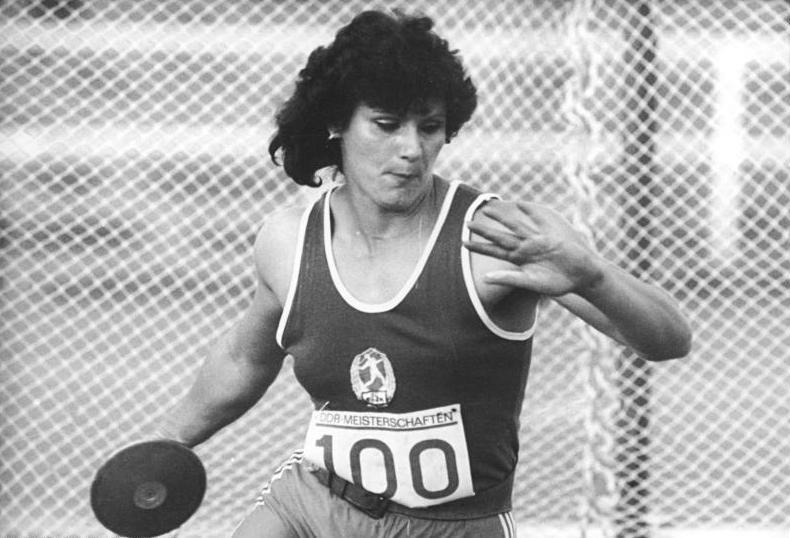
Mistrzyni świata Martina Hellmann

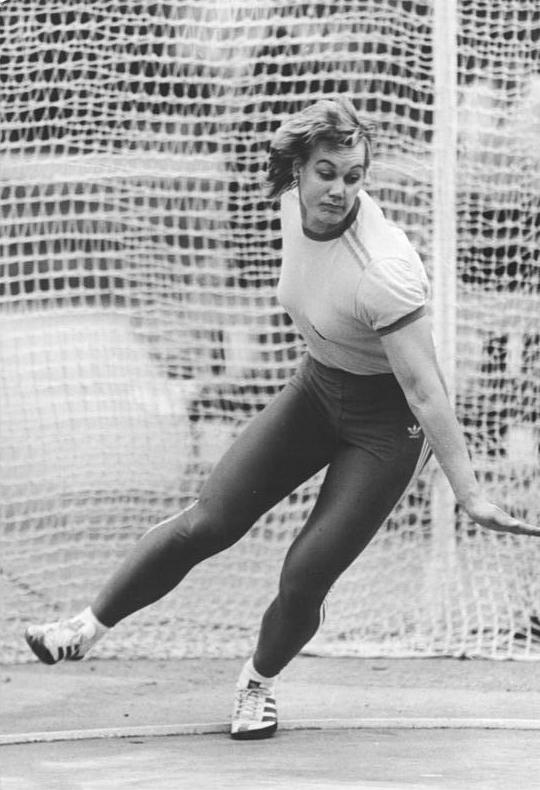
Wicemistrzyni świata Diana Gansky

Rzut dyskiem kobiet – jedna z konkurencji technicznych rozgrywanych podczas lekkoatletycznych mistrzostw świata w 1987 na Stadionie Olimpijskim w Rzymie.
Zwyciężczynią została Martina Hellmann z Niemieckiej Republiki Demokratycznej, która tym samym obroniła tytuł zdobyty na poprzednich mistrzostwach.

## Terminarz
| Data        |              |
| ----------- | ------------ |
| 30 sierpnia | Kwalifikacje |
| 31 sierpnia | Finał        |

## Rekordy
|                          | Zawodniczka    | Wynik | Miejsce  | Data                  |
| ------------------------ | -------------- | ----- | -------- | --------------------- |
| Rekord świata            | Zdeňka Šilhavá | 74,56 | Nitra    | 26 sierpnia 1984(dts) |
| Rekord mistrzostw świata | Martina Opitz  | 68,94 | Helsinki | 10 sierpnia 1983(dts) |

## Wyniki

### Kwalifikacje
Zawodniczki startowały w dwóch grupach. Minimum kwalifikacyjne wynosiło 62,50 m. Do finału awansowały miotaczki, które uzyskały minimum (Q) lub 12 zawodniczek z najlepszymi wynikami (q).
| Pozycja | Grupa | Zawodniczka          | Państwo           | Wynik | Uwagi |
| ------- | ----- | -------------------- | ----------------- | ----- | ----- |
| 1       | B     | Ilke Wyludda         | NRD               | 68,40 | Q     |
| 2       | B     | Cwetanka Christowa   | Bułgaria          | 66,86 | Q     |
| 3       | B     | Martina Hellmann     | NRD               | 66,80 | Q     |
| 4       | B     | Zdeňka Šilhavá       | Czechosłowacja    | 64,64 | Q     |
| 5       | B     | Diana Gansky         | NRD               | 63,64 | Q     |
| 6       | A     | Swetła Mitkowa       | Bułgaria          | 62,80 | Q     |
| 7       | A     | Łarysa Mychalczenko  | ZSRR              | 62,52 | Q     |
| 8       | B     | Łarisa Korotkiewicz  | ZSRR              | 60,48 | q     |
| 9       | A     | Maritza Martén       | Kuba              | 60,40 | q     |
| 10      | A     | Connie Price         | Stany Zjednoczone | 59,90 | q     |
| 11      | A     | Mariana Lengyel      | Rumunia           | 59,72 | q     |
| 12      | B     | Renata Katewicz      | Polska            | 58,88 | q     |
| 13      | B     | Carol Cady           | Stany Zjednoczone | 58,50 |       |
| 14      | B     | Hou Xuemei           | Chiny             | 58,26 |       |
| 15      | B     | Anne Chorina         | ZSRR              | 57,76 |       |
| 16      | A     | Anne Känsäkangas     | Finlandia         | 57,10 |       |
| 17      | A     | Yu Hourun            | Chiny             | 56,70 |       |
| 18      | B     | María Isabel Urrutia | Kolumbia          | 53,94 |       |
| 19      | B     | Maria Marello        | Włochy            | 52,74 |       |
| 20      | A     | Nabila Mouelhi       | Tunezja           | 45,94 |       |
| 21      | A     | Hanan Ahmed Khaled   | Egipt             | 42,64 |       |
| 22      | A     | Dorie Cortejo        | Filipiny          | 40,98 |       |
| 23      | A     | Morgyn Warner        | Zimbabwe          | 38,56 |       |

### Finał
| Poz. | Zawodniczka         | Państwo           | #1    | #2    | #3    | #4    | #5    | #6    | Wynik | Uwagi |
| ---- | ------------------- | ----------------- | ----- | ----- | ----- | ----- | ----- | ----- | ----- | ----- |
| 01 ! | Martina Hellmann    | NRD               | 71,08 | 68,90 | 69,66 | 71,62 | x     | 67,86 | 71,62 | CR    |
| 02 ! | Diana Gansky        | NRD               | 66,64 | 67,50 | 70,12 | 68,78 | 65,42 | x     | 70,12 |       |
| 03 ! | Cwetanka Christowa  | Bułgaria          | 63,72 | 66,10 | 65,36 | 63,66 | 68,82 | 68,80 | 68,82 |       |
| 4.   | Ilke Wyludda        | NRD               | 68,20 | 62,60 | 62,06 | 67,64 | 67,06 | 67,44 | 68,20 |       |
| 5.   | Swetła Mitkowa      | Bułgaria          | 64,86 | 65,44 | 65,48 | 65,58 | x     | 66,58 | 66,58 |       |
| 6.   | Zdeňka Šilhavá      | Czechosłowacja    | 64,34 | 64,82 | x     | 64,46 | 64,30 | 63,88 | 64,82 |       |
| 7.   | Łarysa Mychalczenko | ZSRR              | 64,18 | 64,72 | 59,72 | 63,66 | 60,68 | 65,54 | 64,72 |       |
| 8.   | Mariana Lengyel     | Rumunia           | 62,30 | 59,28 | 59,54 | x     | 58,14 | 60,86 | 62,30 |       |
| 9.   | Maritza Martén      | Kuba              |       |       |       |       |       |       | 62,00 |       |
| 10.  | Łarisa Korotkiewicz | ZSRR              |       |       |       |       |       |       | 60,74 |       |
| 11.  | Renata Katewicz     | Polska            |       |       |       |       |       |       | 58,22 |       |
| –    | Connie Price        | Stany Zjednoczone | x     | x     | x     |       |       |       | NM    |       |